# Monstres (Joan Fontcuberta)

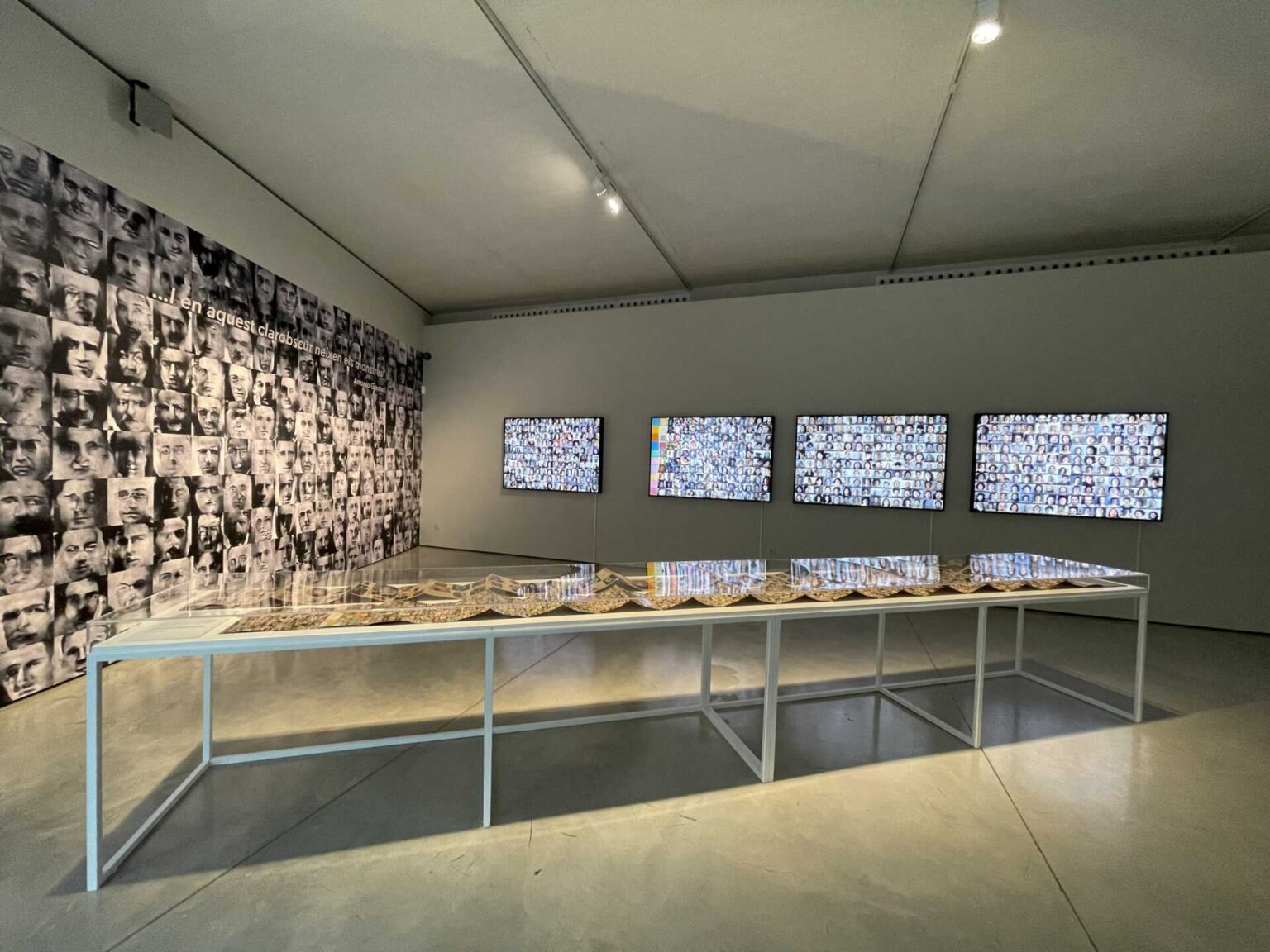
Sala de l'exposició Monstres, a Can Framis

Monstres és una exposició de l'artista Joan Fontcuberta que va tenir lloc al Museu Can Framis de Barcelona el 2008. La mostra inclou sis projectes fotogràfics on es combinen la realitat i la ficció, utilitzant imatges que evoquen les "monstruositats" de la societat contemporània, com les derivades de la política, la ciència i la tecnologia. Fontcuberta qüestiona la veracitat de la imatge i la seva relació amb la veritat, amb un to crític i poètic. L'exposició reflexiona sobre els canvis en la representació visual en l'era digital.

Fontcuberta rastreja els clarobscurs, tot assenyalant-ne les monstruositats emergents: monstruositats del llenguatge, monstruositats de la tecnologia, monstruositats de la política, monstruositats científiques. Entre la mirada crítica i conceptual, entre la poètica i l’humor, intenta que les imatges deixin de ser un territori hostil i les adopta per amansir les feres que n’emergeixen. Entre la mirada crítica i el concepte, entre la poètica i l’humor, Fontcuberta intenta que les imatges deixin de ser un territori inhòspit i, en definitiva, es proposa de domar els monstres.
"Està morint l'antic règim de la fotografia i d'un tipus d'imatge que prometien veritat i memòria i que estant sent substituïdes per imatges fetes per algoritmes i intel·ligència artificial"

## Descripció
Tretze anys després de la seva darrera gran exposició a Barcelona, el museu de Can Framis de la Fundació Vila Casas reuneix bona part dels últims treballs de Fontcuberta a l'exposició “Monstres”. El títol prové d’una frase cèlebre de Gramsci que hem sentit, repetit i escrit:
“El vell món es mor. El nou triga a aparèixer. I en aquest clarobscur neixen els monstres.”
Fontcuberta, que el 2013 va rebre el premi Hasselblad, el Nobel de la fotografia, ha aprofitat la invitació de la Vila Casas per poder entrelligar mitja dotzena de projectes que furguen en el seu interès per analitzar críticament el paper de la imatge en la societat contemporània, que ja no és el mateix que tenia en els seus orígens. “La seva relació amb la veritat ha estat dinamitada”, escriu Carles Guerra en el catàleg de la mostra. Així titula els sis projectes: 

### Botswana Safari
Parla d'un precedent de la imatge digital que és el mosaic, compost estructuralment de tessel·les. La imatge digital ve a ser un altre mosaic composta per píxels, per tant, fa milers d'anys ja es va prefigurar l'estructura en què el futur basaria tota la seva comibnicació i cultura visual. En aquest cas, agafa una a una 20.000 tescel·les diferents de Marbre de Carrara per compondre un mosaic amb la polèmica imatge de Joan Carles de Borbó exhibint-se després de matar un elefant a Botswana. El ridiculitza encara més afegint-hi el Petit Nicolás, un retaule alegòric de l'Espanya de les corrupteles que fins ara ningú no havia volgut exposar al país.

### Farenheit 451
A partir de les cremes de llibres de nazis que van inspirar a Ray Bradbury, en un vídeo l'artista salva de les cendres 451 exemplars d'edicions diferents el llibre de l'autor estatunidenc, com a reminiscència d'aquesta barbàrie. 
"Els cremo, però no del tot, perquè representa que la cultura se salva" - Joan Fontcuberta

### Trauma I & II

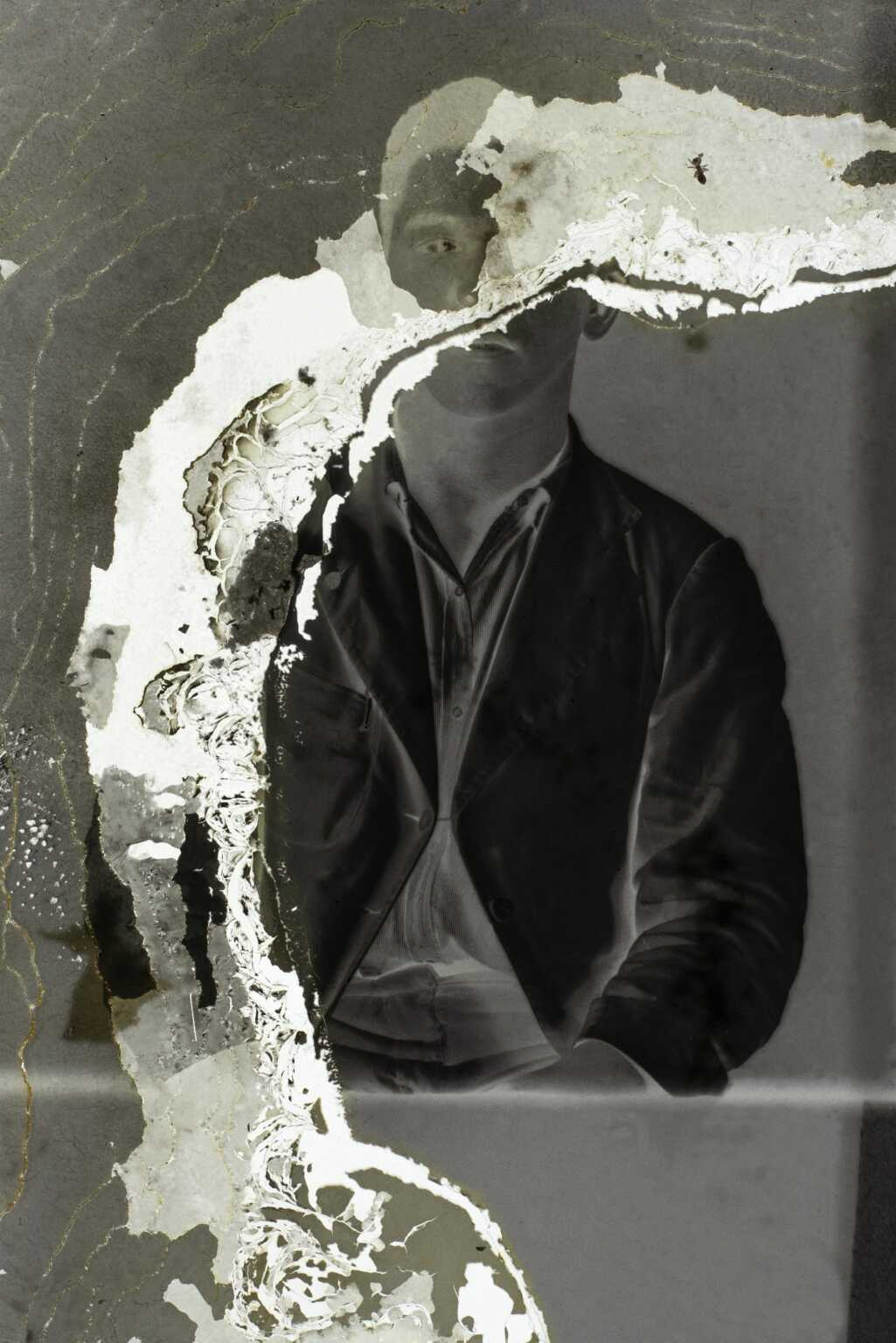
De la sèrie Trauma

En aquesta sèrie d'imatges treballa les ruïnes de la imatge com ara instantànies del dictador Franco a Barcelona que es conserva al purgatori de l'arciu Nacional de Catalunya, al lloc amb documents amb procés agònic. Quan la imatge, a més a més de documentar aquests fets de violència, de mort i patiment, experimenten el seu propi trauma. Si la fotografia neix com a dispositiu de memòria, en aquest cas les fotografies perden la memòria, esdevenen amnèsiques i és com si tinguessin alzheimer.

### Gastropoda
La sèrie gira entorn a la idea del metabolisme de les imatges. En aquest cas, es tracta de què els caragols es nodreixen de paper, d'invitacions que reprodueixen obres d'art o fotografies. Una acció metafòrica i poètica: s'alimenten d'art.

### Frenografies
Treballa amb un algoritme que, a partir d'un ímput de persones amb discapacitats mentals o pacients d'insitucions psiquiàtriques, l'algoitme aprèn a discernir quins són els trets característics d'aquest tipus de fisonomia i per un procés d'aprenentatge és capaç de generar imatges fent una sèrie de proves que cada vegada es van perfeccionant fins a arribar a imatges pseudofotogràfiques.

### Beautiful Agony
Utilitza la tecnologia per a generar imatges de persones inexistents en el moment que tenen un orgasme. També inclou deepfakes de personalitats polítiques que s'han vist involucrades en escàndols sexuals, com Donald Trump, Silvio Berlusconi o Joan Carles de Borbó. Fontcuberta ha especificat que aquestes obres tenen un caràcter exclusivament expositiu; han optat per mantenir un punt d'artificialitat perquè no pretenen enganyar, sinó revelar els mecanismes de l'engany, en les seves paraules, i han triat aquestes personalitats perquè "s'han vist involucrades en casos mediàtics d'escàndols sexuals". El deepfake o vídeo hipertrucat permet que la imatge sigui molt real, però com ha explicat Fontcuberta han preferit en aquest cas "optar per l'exageració esperpèntica i la paròdia". "El tema és fins a quin punt el deepfake pot fer que qualsevol personatge d'una manera versemblant fa el que nosaltres vulguem i erosiona la idea de testimoni o de document de la imatge tècnica".

## Participació d'alumnat i professorat - UPF
Compta amb la col·laboració dels alumnes de la UPF Paula G. Cortacans i Miquel Roig i els creadors en residència a l'Àrea Tallers Anna Giralt Gris i Jorge Caballero, que lideren el projecte ARTIFICI.
En aquest marc, els alumnes del grau en Comunicació Audiovisual Paula G. Cortacans i Miquel Roig han realitzat una simulació accelerada de degradació química de positius, amb la tutorització dels professors Pere Freixa i Óliver Pérez, vinculats al Departament de Comunicació. I d'altra banda, Anna Giralt Gris i Jorge Caballero, alumni, han produït una simulació digital de degradació de negatius com a part del seu projecte d'artistes en residència en l'Àrea Tallers. Les dues propostes segueixen la línia de mostrar el "vell món" en les fotografies antigues que es destrueixen i perden així el seu propòsit; es converteixen en amnèsiques. Els dos projectes formen part de la sèrie "Trauma" dins de la instal·lació.
La col·laboració entre la Fundació Vila Casas i la UPF es va estendre més enllà d'aquesta mostra, per projectes en el marc d'un conveni signat el febrer de 2020. La intenció és establir un espai de diàleg compartit i impulsar l'art contemporani i la creació artística dins de la universitat.